# Elezioni federali in Jugoslavia del maggio 1992
Le elezioni federali in Jugoslavia del maggio 1992 si tennero il 31 maggio.
Parte dell'opposizione ha boicottato queste consultazioni. La maggioranza è stata formata dalla coalizione costituita da Partito Socialista di Serbia (SPS) e Partito Democratico dei Socialisti del Montenegro (DPS), con l'appoggio esterno anche della Lega dei comunisti - Movimento per la Jugoslavia.
A seguito dell'esito elettorale, Primo ministro federale è divenuto l'indipendente Milan Panić. Panic e il Presidente federale Dobrica Čosić furono costretti a indire nuove elezioni per il dicembre del 1992, a causa di alcuni contrasti col Presidente serbo Slobodan Milošević.

## Risultati
| Partito                                                                                                  | Proporzionale | Proporzionale | Proporzionale | Maggioritario | Maggioritario | Maggioritario | Seggi totali |
| Partito                                                                                                  | Voti          | %             | Seggi         | Voti          | %             | Seggi         | Seggi totali |
| Serbia                                                                                                   | Serbia        | Serbia        | Serbia        | Serbia        | Serbia        | Serbia        | Serbia       |
| --- | ------------- | ------------- | ------------- | ------------- | ------------- | ------------- | ------------ |
| Partito Socialista di Serbia                                                                             | 1 655 485     | 48.9          |               | 1 478 918     | 33.3          |               | 73           |
| Partito Radicale Serbo                                                                                   | 1 166 933     | 34.5          |               | 1 024 983     | 23.1          |               | 30           |
| Fratellanza Democratica degli ungheresi della Vojvodina                                                  | 106 831       | 3.2           |               | 106 036       | 2.4           |               | 2            |
| Movimento Democratico della Serbia                                                                       | –             | –             | –             | 809 731       | 18.3          | 0             | 0            |
| Partito Democratico                                                                                      | –             | –             | –             | 280 183       | 6.3           | 0             | 0            |
| Partito Democratico (Serbia)-Partito Riformista Democratico della Vojvodina                              | –             | –             | –             | 101 234       | 2.3           | 0             | 0            |
| Partito Democratico (Serbia)-Partito Riformista Democratico della Vojvodina-Alleanza Civica della Serbia | –             | –             | –             | 58 505        | 1.3           | 0             | 0            |
| Altri partiti ed indipendenti                                                                            | 445 858       | 13.2          |               | 575 628       | 13.0          |               | 1            |
| Schede bianche/nulle                                                                                     | 448 789       | –             | –             | 259 751       | –             | –             | –            |
| Totale                                                                                                   | 3 823 896     | 100           | 54            | 4,694,969     | 100           | 52            | 106          |
| Elettori registrati/affluenza                                                                            | 6 848 247     | 56.0          | –             | 6 967 857     | 67.4          | –             | –            |
| Montenegro                                                                                               |               |               |               |               |               |               |              |
| Partito Democratico dei Socialisti del Montenegro                                                        | 160 040       | 68.6          |               | 130 431       | 47.3          |               | 23           |
| Partito Radicale Serbo                                                                                   | 22 256        | 9.5           |               | 31 556        | 11.4          |               | 3            |
| Lega dei Comunisti-Movimento per la Jugoslavia                                                           | 14 205        | 6.1           | 2             | –             | –             | –             | 2            |
| Partito Socialista del Montenegro                                                                        | –             | –             | –             | 36 390        | 13.2          | 0             | 0            |
| Partito del Popolo del Montenegro                                                                        | –             | –             | –             | 34 436        | 12.5          | 0             | 0            |
| Altri partiti                                                                                            | 27 266        | 11.7          | 0             | 42 857        | 15.5          | 0             | 0            |
| Indipendenti                                                                                             | 9 578         | 4.1           | 2             | –             | –             | –             | 2            |
| Schede bianche/nulle                                                                                     | 12 553        | –             | –             | 12 967        | –             | –             | –            |
| Totale                                                                                                   | 245 898       | 100           | 24            | 288,637       | 100           | 6             | 30           |
| Elettori registrati/affluenza                                                                            | 433 363       | 56.7          | –             | 426 915       | 67.6          | –             | –            |
| Fonte: Nohlen & Stöver                                                                                   |               |               |               |               |               |               |              |

Fonti: Elezioni in Jugoslavia - Inter-Parliamentary Union